# Terzo canale - Avventura a Montecarlo
Terzo canale - Avventura a Montecarlo è un film musicarello del 1970, diretto da Giulio Paradisi, del quale sono protagonisti i componenti del gruppo musicale anglo-italiano The Trip.

## Trama

I Ricchi e Poveri in una scena

Billy, Joe, Wegg e Pino, ovvero il complesso musicale The Trip, intendono raggiungere Montecarlo, dove entro pochi giorni è in programma un festival pop al quale desiderano partecipare. Decidono di procurarsi i soldi necessari per il viaggio, rispettivamente Billy e Joe con una sfida a biliardo, mentre gli altri due partecipando ad un incontro di poker in una bisca clandestina; accusati però di aver vinto barando, sono costretti a fuggire per evitare la vendetta dei malavitosi che hanno sfidato al gioco. Riusciti a seminare gli inseguitori, i quattro musicisti si ricongiungono, quindi affrontano la partenza a bordo di un furgone tendonato, che in precedenza hanno fatto restaurare e decorare in stile psichedelico, ma dal motore mal funzionante. I Trip affronteranno numerose avventure tragicomiche nella campagna laziale, tra incontri galanti, fughe rocambolesche da contadini infuriati desiderosi di punirli per il loro anticonformismo, ed incontri con vari personaggi molto eccentrici, tra i quali un imprenditore di pollame che li costringe a suonare per i suoi animali, convinto del benefico influsso della musica sulla produzione di uova. Lo svolgersi delle vicende è costantemente scandito da esibizioni di vari artisti, dai frequenti guasti al motore del mezzo di trasporto e dalle ricorrenti apparizioni lungo il viaggio di un cavaliere dal nero mantello, sempre pronto a sollevare il morale dei quattro ragazzi nei momenti di sconforto per timore di non giungere in tempo a destinazione. Quest'ultimo altri non è se non Mal dei Primitives, impegnato localmente nelle riprese di un film, il cui isterico aiuto regista si lamenta continuamente per le difficoltà incombenti sulla lavorazione. Alla fine il complesso sembra essere costretto a dover rinunciare al proprio sogno per cause di forza maggiore, quando improvvisamente una soluzione a sorpresa ad un grosso equivoco iniziale, permette di potersi finalmente esibire al tanto agognato festival pop.

## Produzione
La pellicola fu fortemente voluta da Alberigo Crocetta, il patron del celebre locale romano Piper nonché manager discografico, desideroso di rendere visibili molti degli artisti della sua scuderia, alcuni già noti altri sulla via di diventarlo, e che compaiono in alcune scene del film nel ruolo di se stessi. La regia fu affidata all'esordiente Giulio Paradisi, nel cui curriculum figuravano collaborazioni con Federico Fellini e Luigi Comencini, sia in qualità di attore quanto di aiuto regista, e in questo caso autore pure del montaggio che in alcuni momenti risulta bizzarro e assai influenzato dalla Pshichedelia in voga al tempo. Le scene finali della pellicola furono girate durante il 1º Festival Pop di Caracalla: in alcune di esse compare il giornalista e presentatore Eddy Ponti, all'epoca celebre conduttore di Radio Monte Carlo, nonché tra gli autori del soggetto dell'opera. Secondo Pino Sinnone, all'epoca batterista dei The Trip, il film avrebbe dovuto essere il primo di una serie di dieci, sul modello della filmografia interpretata dal gruppo comico Les Charlots, ma a causa del mancato accordo economico tra i produttori e il complesso, Terzo canale non ebbe seguiti.

## Colonna sonora
Il commento musicale è ufficialmente attribuito ai New Trolls, tuttavia nel film compaiono altri artisti che eseguono rispettivamente uno o più brani.
Questi sono gli esecutori e i titoli in ordine di apparizione:
- New Trolls - Il nulla e la luce
- Jody Clark - L'amore va l'amore viene
- The Trip - Travelin' Soul
- New Trolls - Autostrada
- Mal - Oggi mi apri le braccia
- Four Kents - Lovely Girl
- Mal - Da lei
- Sheila - Adios amor
- Ricchi e Poveri - Primo sole primo fiore
- The Primitives - Mama Rock
- Four Kents - There's A Dream
- The Trip - Fantasia
- New Trolls - There's a dream

Nel dicembre 1970 la RCA pubblicò un album (cod. PM 3569) ormai fuori commercio, contenente dieci brani tratti dalla colonna sonora.